# Jean Duvet
Pour les articles homonymes, voir Duvet.

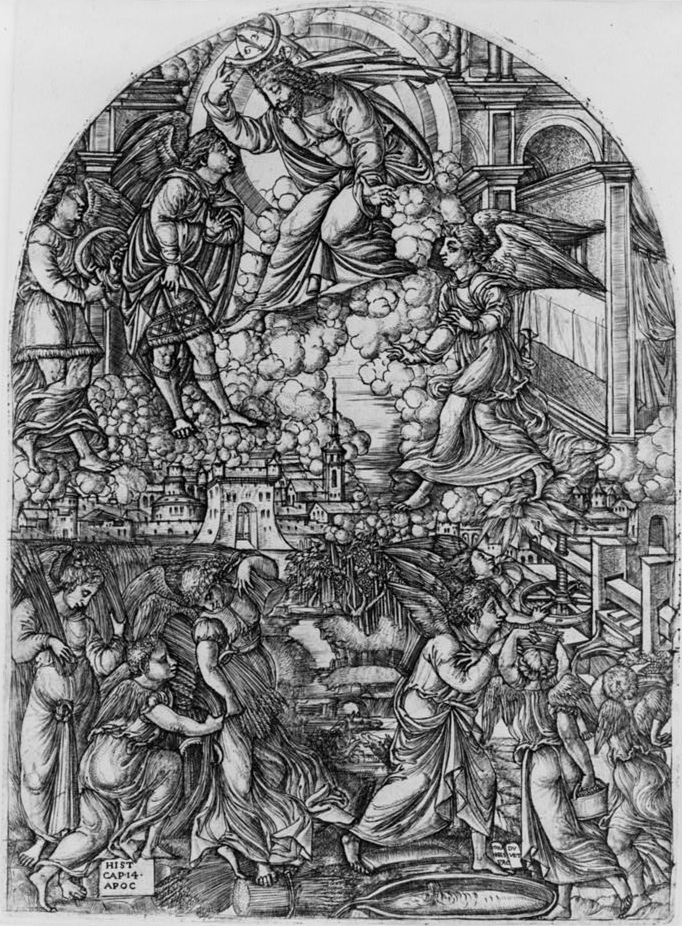
L'Apocalypse.

Jean Duvet, né en 1485 à Langres (duché de Bourgogne) et mort vers 1560, est un graveur et orfèvre français.
Également décorateur, en particulier à l'occasion de fêtes royales fastueuses, émailleur et médailleur, il est notamment connu pour avoir été un des premiers maîtres français à graver au burin. Il avait également un talent en matière de gravure et de ciselure des métaux précieux. Son œuvre réputée originale, très rare, où des thèmes de préciosités cohabitent avec la naïveté des primitifs, reste isolée dans l'art du XVIe siècle. Jean Duvet est aussi parfois appelé le « Dürer français ».

## Biographie
Jean Duvet est né à Langres en 1485 de l'orfèvre Drouhot Duvet et de Girarde Levret. Il est formé à l'orfèvrerie dans l'atelier paternel, à Dijon, où il accède à la maîtrise le 11 mai 1509 en même temps que son frère Louis. 
Il vit à Dijon jusqu'en 1521, année au cours de laquelle il s'installe à Langres : il résidera successivement rue Saint-Didier et dans le quartier du Moulin à Vent. 
Il participe en 1521 aux préparatifs pour l'entrée de François Ier à Langres. Entre 1524 et 1525, il fabrique le sceau aux armes de la ville. En 1533, il dirige les préparatifs de l'entrée de François Ier et de la reine Eléonore d'Habsbourg. 
Jean Duvet a eu deux fils, Mammès et Pierre, également orfèvre. Le second se convertira au protestantisme et sera actif à Auxerre. 
Longtemps, Jean Duvet de Langres a été confondu avec un Jean Duvet protestant installé à Genève autour de 1540, également orfèvre, reçu bourgeois de la ville en 1541 puis membre du conseils des Deux-Cents. Les récentes recherches tendent à prouver que ce Jean Duvet genevois serait en fait son neveu, le fils de son frère Louis. 
Jean Duvet est peut-être décédé en 1558 à Avallon où il aurait accompagné son fils Pierre pour terminer le reliquaire de Saint-Lazare. 

## Œuvre

### Orfèvrerie
Formé à l'orfèvrerie auprès de son père, Jean Duvet exerce ce métier successivement à Dijon et Langres. Il a reçu, au cours de carrière, d'importantes commandes, dont rien ne subsiste aujourd'hui, tout ayant probablement été fondu. Grâce aux archives, on lui connait plusieurs réalisations : 
- un Dieu de piété en argent pour Notre-Dame de Dijon (1511)
- l'achèvement du reliquaire du chef de saint Mammès, à la cathédrale Saint-Mammès de Langres (1524)
- un buste reliquaire de saint Jean Baptiste pour la collégiale Saint-Jean de Dijon
- un bassin damasquiné pour François Ier

Cette dernière commande lui permit de prendre le titre d'orfèvre des rois François Ier et Henri II. 

### Décoration
Jean Duvet fut associé aux décors scéniques qui marquèrent les entrées triomphales du roi à Langres, en 1521 et 1533.

### Gravure
Jean Duvet est l'un des premiers artistes en France à utiliser la taille-douce. Cela s'explique sans doute par son activité d'orfèvre et sa connaissance de la technique du nielle. 
Son corpus gravé compte aujourd'hui 74 estampes. 

#### L'Apocalypse de Saint Jean
Son œuvre capitale, L'Apocalypse figurée — suite de 28 gravures probablement conçue dès 1546, comme le déclare le privilège de 1555 —, fut probablement publiée une première fois en suite, puis rééditée à Lyon en 1561 accompagnée d'une traduction en français de l'Apocalypse. Avec cette suite, il se mesure à la version gravée par Dürer à la fin du XVe siècle, à laquelle il emprunte de nombreux éléments, qu'il agence avec d'autres sources d'inspiration.

#### L'Histoire de la Licorne
La suite en 6 planches de l'Histoire de la Licorne est son autre œuvre la plus réputée. Elle évoquerait les amours d'Henri II et de Diane de Poitiers, et a donné à Jean Duvet son surnom de « maître à la licorne ».
Ces séries sont connues comme de véritables chefs-d'œuvre visionnaires uniques dans la gravure française du xvie siècle.
Il faut sans doute placer à la fin de sa carrière des gravures inachevées, comme Le Désespoir et le suicide de Judas ; Saint Sébastien, Saint Antoine et Saint Roch, aux formes plus linéaires, détachées sur fonds clairs.

## Formation et sources d'inspiration
Fils et frère d’orfèvres, Jean Duvet se forma dans la première moitié du XVIe siècle en étudiant de près les œuvres de Dürer, ainsi que d'artistes italiens tels le maître Mantegna, ou des orfèvres comme Marcantonio Raimondi, Agostino Veneziano, Giulio Campagnola, et les sculptures romanes des portails de la cathédrale Saint-Lazare d'Autun et de la basilique Sainte-Marie-Madeleine de Vézelay. Bien qu’il ait beaucoup copié, ce qui constitue une pratique normale voire inévitable, il est devenu bien autre chose qu’un simple imitateur.
Dans ses premières œuvres, à l'instar du Jugement de Salomon vers 1519, Jean Duvet utilise la technique du niellage. Il travaille d'abord sur des planches de petites dimensions, des sujets bibliques signés « I.D ». Il est également influencé par l'école de Fontainebleau (L'Hallali) de laquelle il s'inspire en ajoutant sa touche d'allégorie et de symbolisme. Il réalise L'Annonciation en 1520.

## Galerie

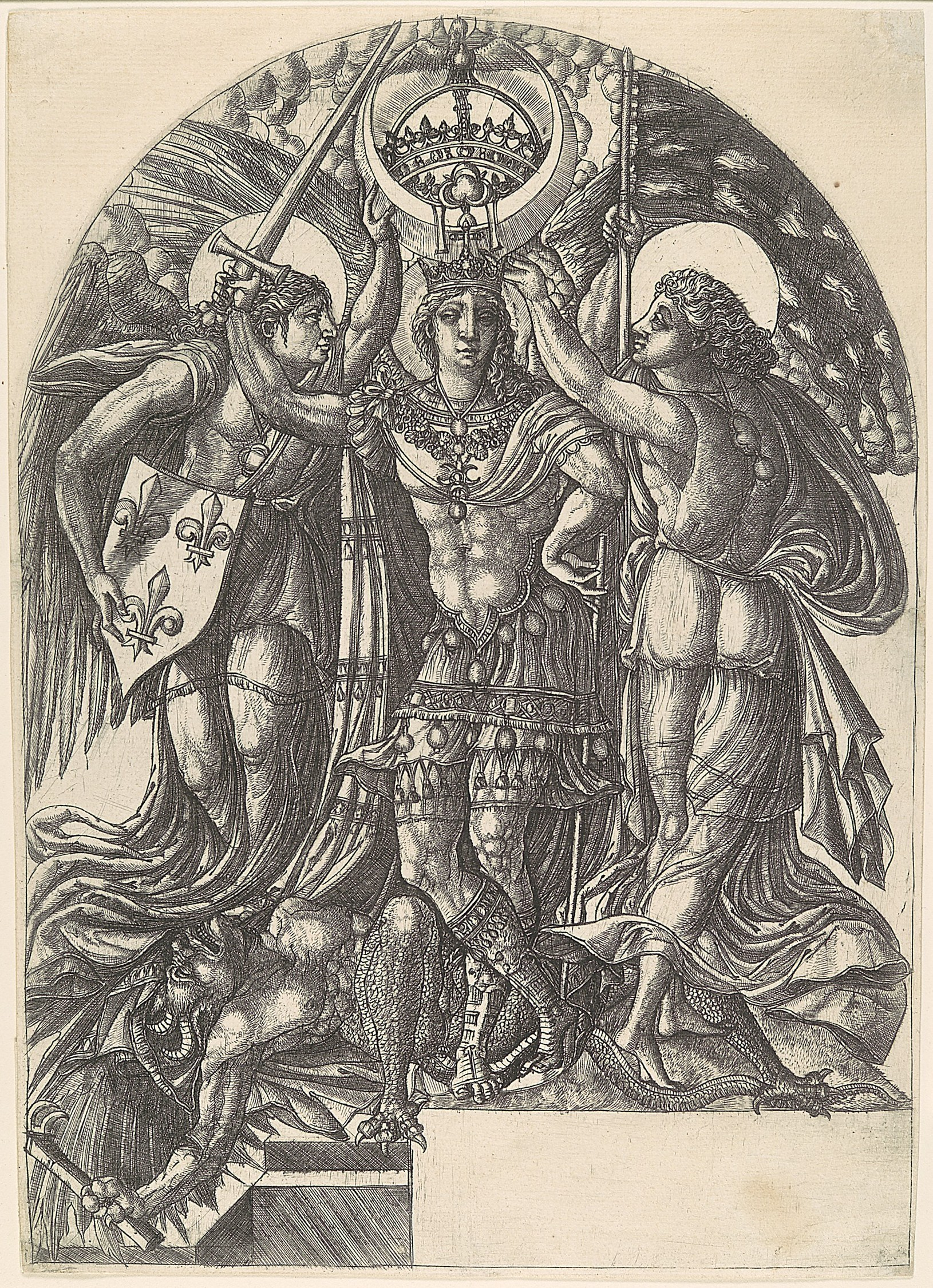
Henri II, roi de France (1548).
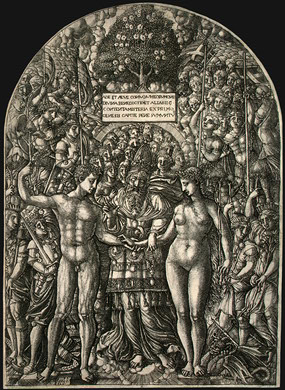
Adam et Ève (1540-1555).
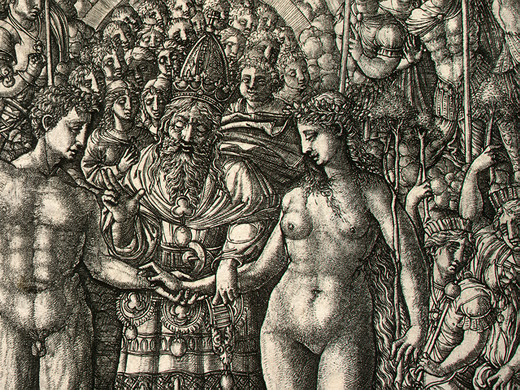
Adam et Ève (détail).
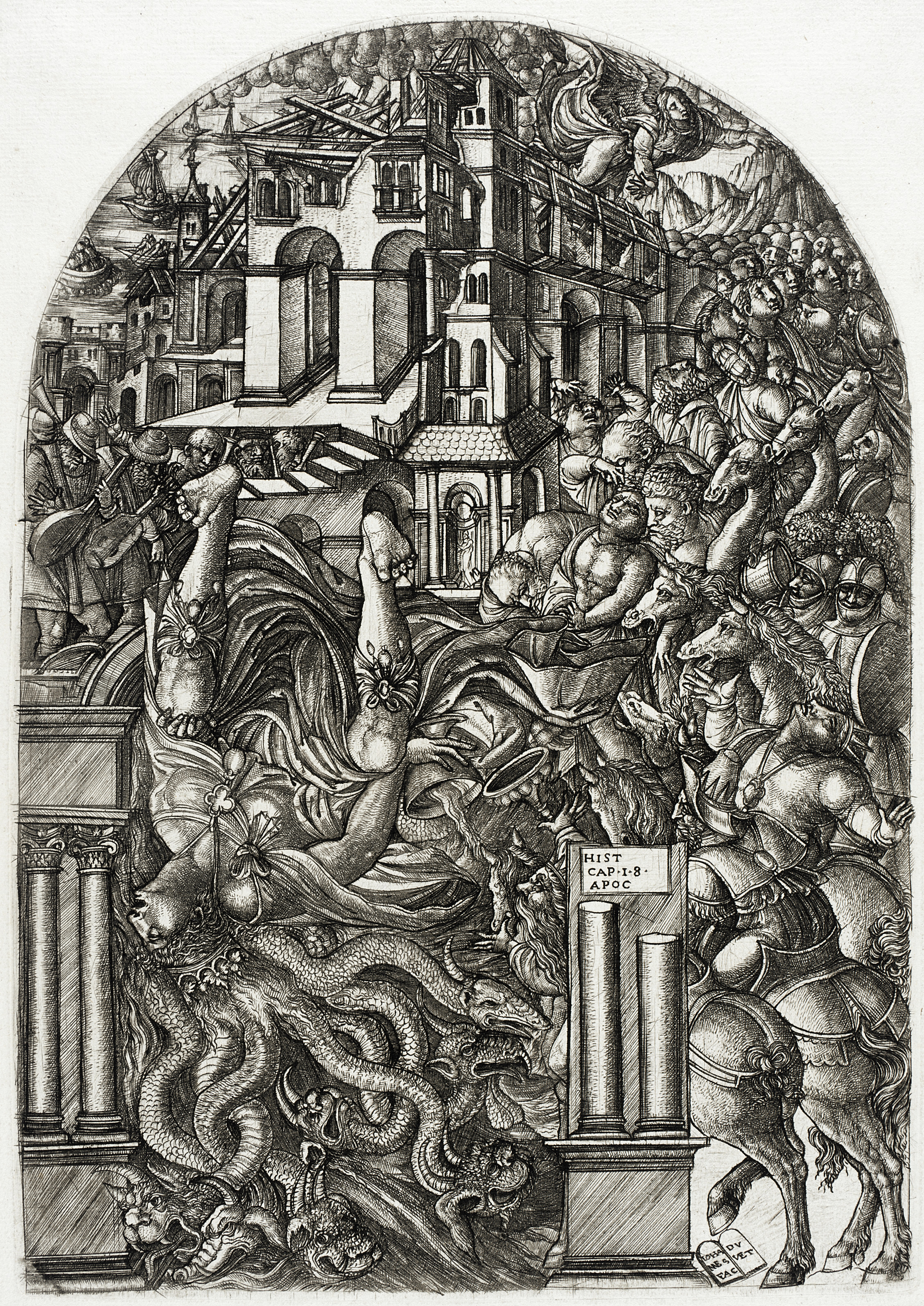
La Chute de Babylone (L'Apocalypse, 1555).